# Chiesa di San Biagio (Monza)
La chiesa di San Biagio è una chiesa cattolica di Monza costruita tra il 1965 e il 1968 accanto alla chiesa preesistente che crollò nel 1977.

## Storia

### Origini
La prima chiesa di San Biagio viene considerata da Giuseppe Marimonti esistente ai tempi di Innocenzo II nel 1141, sottoposta nel 1169 alla basilica di San Giovanni Battista da Papa Alessandro III, restaurata ed eretta a parrocchia da san Carlo Borromeo. 

### XVIII secolo
Nel 1746 fu riedificata su progetto dell'architetto monzese Pietro Jacopo Antonietti e da allora in poi ospitava le lapidi dei nobili Casati.

### XIX secolo
Prima della seconda guerra mondiale furono eseguiti lavori di ristrutturazione e di decorazione pittorica: nel 1923 il pittore Romeo Rivetta affrescò il Martirio di san Biagio sulla parte absidale centrale e nel 1924 il pittore Carlo Guarnieri lavorò nella cappella dei Morti e nel battistero. Già nel 1928 il cardinale arcivescovo Eugenio Tosi aveva avvertito la necessità per la parrocchia di dotarsi di una nuova chiesa, più grande. Nel 1928 fu effettuato il sopralzo del campanile, su progetto dell'architetto Conti, ad opera del capomastro Buzzetti.

### Crollo
Dopo la seconda guerra mondiale l'antico edificio versava in condizioni che divenivano via via sempre più precarie finché il 26 febbraio 1977, senza causare vittime, crollò a causa di alcune debolezze strutturali e fu necessario il suo completo abbattimento. In considerazione delle precarie condizioni dell'antico edificio prudentemente tutto l'apparato statuario e pittorico che lo decorava era già stato rimosso, salvato e oggi è ricollocato nel nuovo edificio.

### Ricostruzione
La nuova chiesa era stata intanto costruita accanto alla vecchia tra il 1965 e il 1968 secondo il progetto dell'architetto Luigi Caccia Dominioni[4]: la prima pietra fu benedetta il giorno dell'ingresso ufficiale di don Mario Tomalino il 13 ottobre 1963. Il progetto, ispirato alle moderne linee di architettura postconciliare, ricorda nella struttura la forma di una tenda.

## Descrizione

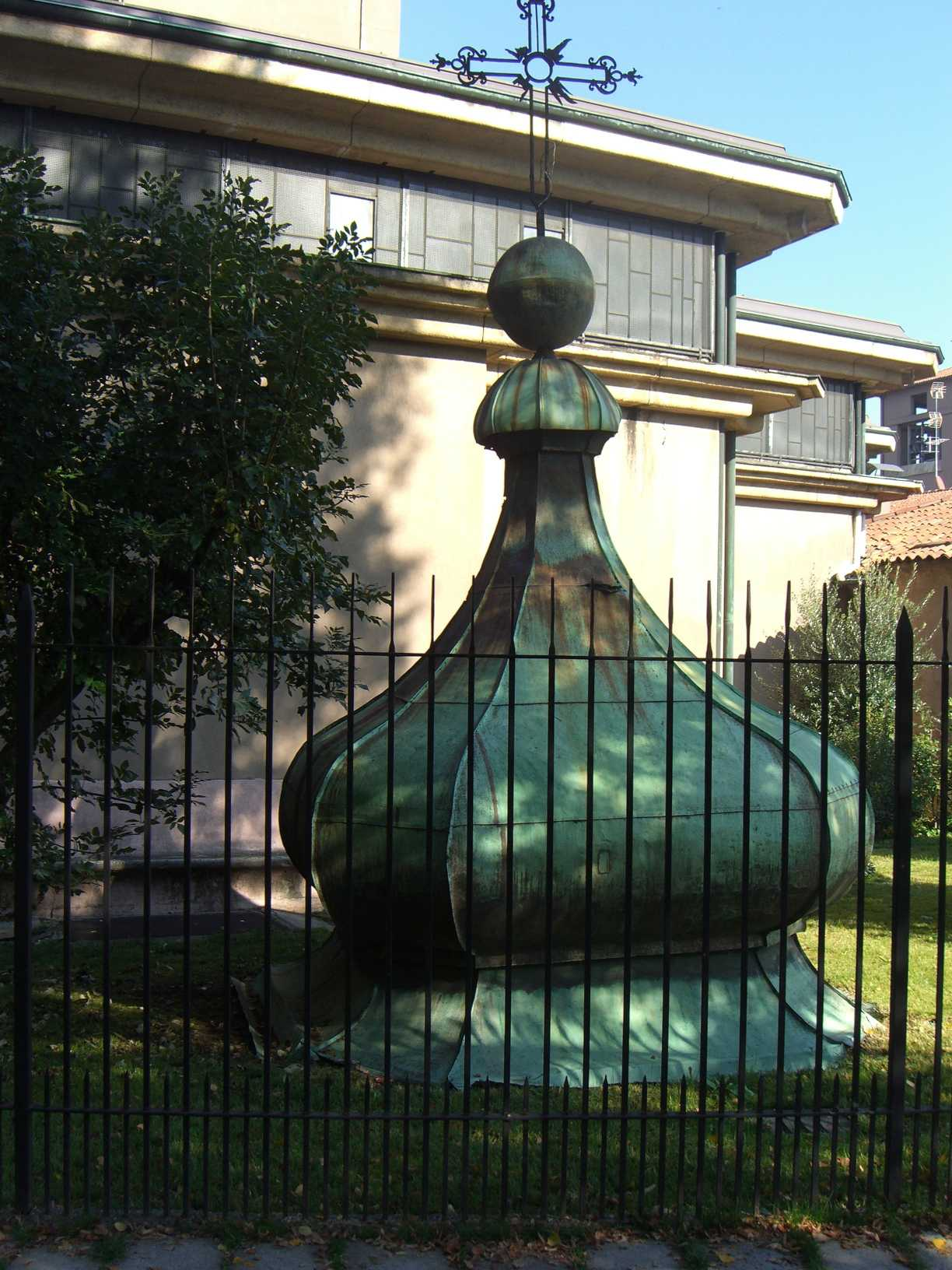
La lanterna in rame del settecentesco campanile di San Biagio

La pianta della nuova chiesa è a croce greca: all'ingresso vi sono due portici che forniscono l'accesso al battistero, passando per un ambulacro. Qui erano conservati la statua di san Giuseppe e alcuni affreschi che in precedenza si trovavano nell'antico edificio risalente al 1746. Di grande respiro è il sagrato che corre lungo le tre entrate della chiesa.
La nuova chiesa, dotata di grandi vetrate alla sommità delle mura perimetrali per garantirne l'illuminazione, è decorata con mosaici, nell'ampio presbiterio e nel battistero, e con opere dello scultore Francesco Somaini. 

Altre opere d'arte d'epoca e contemporanee ne arricchiscono la sagrestia.
Il complesso della chiesa di San Biagio comprende anche un edificio, la Rotonda di San Biagio, anch'esso progettato da Caccia Dominioni, che recupera il perimetro absidale dell'antica chiesa e ospita una sala per concerti e conferenze, una galleria d'arte, una biblioteca e un centro culturale.